# Lars-Olof Larsson (spelman)
Lars-Olof Larsson, född 19 augusti 1873 i Bergsjö församling, Gävleborgs län, död 13 maj 1961 i Bergsjö församling, Gävleborgs län, var en svensk fiolspelman. Han bodde i Norrgimma, Bergsjö socken och hade de flesta av sina låtar efter sin far Gammelbo-Lars Andersson och Daniel Frid Johansson. 

## Biografi
Lars-Olof var en ansedd och skicklig spelman som ofta anlitades till både bröllop och dans. Han spelade rikt ornamenterat och hade en vacker stråkföring. 
Lars-Olof var blyg och lade ofta bort fiolen när det kom folk på besök, men när Frid-Daniel hade vägarna förbi kunde det bli spel hela nätterna igenom. Lars-Olof slutade att spela vid 51 års ålder då han blev religiös.